# Селецкое сельское поселение (Владимирская область)
Селецкое се́льское поселе́ние — муниципальное образование в Суздальском районе Владимирской области Российской Федерации.
Административный центр — посёлок Сельцо.

## География
Селецкое сельское поселение занимает всю северную часть Суздальского района, на севере граничит с Ивановской областью, на западе — с Юрьев-Польским районом, а на востоке — с Камешковским районом.

## История
Постановлением Владимирского облисполкома № 773 от 26.06 1974 центр Кидекшанского сельсовета перенесен в село Сельцо, а сельсовет переименован в Селецкий.
Селецкое сельское поселение образовано 26 ноября 2004 года в соответствии с Законом Владимирской области № 190-ОЗ. В его состав вошли территории бывших Весьского, Гавриловского, Красногвардейского, Селецкого, Торчинского и Туртинского сельсоветов.

## Население
| 2010  | 2011  | 2012  | 2013  | 2014  | 2015  | 2016  | 2017  | 2018  |
| ----- | ----- | ----- | ----- | ----- | ----- | ----- | ----- | ----- |
| 7885  | ↘7694 | ↗8017 | ↗8061 | ↗8116 | ↘8013 | ↘7873 | ↘7690 | ↘7606 |
| 2019  | 2020  | 2021  |       |       |       |       |       |       |
| ↘7452 | ↗7611 | ↗7693 |       |       |       |       |       |       |

## Состав сельского поселения
В состав сельского поселения входят 57 населённых пунктов:
| №  | Населённый пункт      | Тип населённого пункта       | Население |
| -- | --------------------- | ---------------------------- | --------- |
| 1  | Абакумлево            | село                         | ↗22       |
| 2  | Алфериха              | деревня                      | ↗25       |
| 3  | Бабарино              | деревня                      | ↗14       |
| 4  | Березницы             | деревня                      | ↘15       |
| 5  | Большое Борисово      | село                         | ↘67       |
| 6  | Весь                  | село                         | ↘596      |
| 7  | Вильцово              | деревня                      | ↘8        |
| 8  | Вишенки               | село                         | ↘13       |
| 9  | Вышеславское          | село                         | ↗23       |
| 10 | Гавриловское          | село                         | ↘868      |
| 11 | Глазово               | село                         | ↗4        |
| 12 | Глебовское            | село                         | ↘141      |
| 13 | Гнездилово            | село                         | ↘20       |
| 14 | Григорево             | деревня                      | ↗13       |
| 15 | Гридино               | деревня                      | ↘7        |
| 16 | Дровники              | деревня                      | ↗4        |
| 17 | Дюков Бор             | посёлок                      | →0        |
| 18 | Ивановское            | село                         | ↘412      |
| 19 | Кибол                 | село                         | ↗28       |
| 20 | Кидекша               | село                         | ↘118      |
| 21 | Кистыш                | село                         | ↘31       |
| 22 | Константиново         | село                         | ↗3        |
| 23 | Крапивье              | село                         | ↗135      |
| 24 | Красногвардейский     | посёлок                      | ↘866      |
| 25 | Красное               | село                         | ↗123      |
| 26 | Лопатницы             | село                         | ↘220      |
| 27 | Ляховицы              | село                         | →96       |
| 28 | Малахово              | деревня                      | →0        |
| 29 | Мало-Борисково        | село                         | ↗18       |
| 30 | Менчаково             | село                         | ↘87       |
| 31 | Мочальники            | деревня                      | →0        |
| 32 | Новосёлка Нерльская   | село                         | ↗52       |
| 33 | Новый                 | посёлок                      | ↘1356     |
| 34 | Омутское              | село                         | ↘221      |
| 35 | Пантелиха             | деревня                      | ↘2        |
| 36 | Песочное              | деревня                      | ↗46       |
| 37 | Погост-Быково         | село                         | ↗41       |
| 38 | Протасово             | деревня                      | →0        |
| 39 | Пруды                 | деревня                      | ↗40       |
| 40 | Романово              | село                         | ↘14       |
| 41 | Санино                | село                         | ↘14       |
| 42 | Сельцо                | село, административный центр | ↗343      |
| 43 | Семеновское-Советское | село                         | →9        |
| 44 | Сизино                | деревня                      | →0        |
| 45 | Субботино             | деревня                      | ↗7        |
| 46 | Тарбаево              | село                         | ↘94       |
| 47 | Телепниха             | деревня                      | →0        |
| 48 | Тетерино              | село                         | →35       |
| 49 | Торчино               | село                         | ↘469      |
| 50 | Троица-Берег          | село                         | ↗196      |
| 51 | Турово                | деревня                      | ↗19       |
| 52 | Туртино               | село                         | ↘420      |
| 53 | Фёдоровское           | село                         | ↗36       |
| 54 | Хламово               | деревня                      | ↗2        |
| 55 | Черниж                | село                         | ↘136      |
| 56 | Янёво                 | село                         | ↗141      |
| 57 | Яновец                | село                         | ↗23       |

## Экономика
На территории Селецкого сельского поселения расположены 8 сельскохозяйственных предприятий: ЗАО «Весь», ЗАО «Суворовское», СПК «Тарбаево», СПК Племзавод «Гавриловское», ЗАО «Суздальское», ООО «Рассвет», СПК «Торчино» и ГНУ «ВНИИСХ «Россельхозакадемии».

## Достопримечательности
- На территории Селецкого сельского поселения находится уникальный архитектурный ансамбль в селе Кидекша, включающий белокаменную церковь Бориса и Глеба (1152 год), церковь Стефана (1780 год), шатровую колокольню и ограду с воротами XVIII века. Церковь Бориса и Глеба в селе Кидекша включена ЮНЕСКО в Список Всемирного Наследия. Среди православных храмов выделяются церковь Зачатия Иоанна Крестителя с. Гавриловское, Богородице-Рождественская церковь с. Менчаково, Богородице-Рождественская церковь с. Романово.

## Археология
- В селе Кибол на реке Каменка под Суздалем древнейший культурный слой с лепной керамикой относится к концу X века[17].
- На территории поселения находятся памятники археологии: древнерусские селища X—XIII веков: Гнездилово-I, Гнездилово-II, Гнездилово-III и Гнездилово-IV на южной окраине села Гнездилово на берегах реки Мжара, селиша Кибол 1-12, могильник Кибол на реке Каменка, селища Янёво 1-8, селища Поганое озеро 1-2 у озера Поганое, селища Крапивье 1-5, селища Глебовское 1-2, 5, селища Семёновское и Красная горка на реке Уршма[18]. Гнездилово — единственный могильник в ближайшей округе Суздаля, в котором выявлены остатки языческих погребений по обряду кремации X — рубежа X—XI веках[19]. На площадке могильника нашли пережжённые кости и около 150 средневековых предметов из цветного металла и железа: целые и фрагментированные украшения, детали костюма и бытовые предметы, помещавшиеся в погребения в X—XII веках как погребальный инвентарь. Многие предметы были оплавлены и деформированы огнём[20]. На селище Гнездилово нашли арабские дирхамы, западноевропейские денарии, драхмы правителя Ирана Хосрова I (531—579 годы) и милиарисии византийского императора Иоанна Цимисхия (969—976 годы). В Гнездилове обнаружено погребение по обряду трупоположения, умершего в возрасте от 25 до 30 лет высокопоставленного члена общины — всадника в могиле 3,3 на 1,6 метра[21]. При нём обнаружили стремена, удила, подпружную пряжку, боевой топорик-чекан, нож, кресала и горшок. Планируется провести генетический анализ останков и изотопный анализ эмали зубов[22].
- В Тарбаево на археологическом комплексе найдены весовые гирьки, монеты, в том числе единственная находка сребреника типа I Владимира Святославича, несущего на лицевой стороне погрудное изображение князя с трезубцем над левым плечом, 5 медных херсонских монет с монограммой “РО”, денарий (Оттон III и Адельгейда), одна фальшивая медная монета из прирейнских земель[23][24].